# Пойлу (село)
Пойлу (азерб. Poylu) — село в Пойлинском административно-территориальном округе Акстафинского района Азербайджана.

## Этимология
Название села происходит от рода Пойлу племени казахлы.

## История
Село Пойли в 1913 году согласно административно-территориальному делению Елизаветпольский губернии относилось к Пойлинскому сельскому обществу Казахского уезда.
В 1926 году согласно административно-территориальному делению Азербайджанской ССР село относилось к дайре Акстафа Казахского уезда.
С 24 января 1939 года село входило в состав Акстафинского района, который 4 декабря 1959 года был ликвидирован, а населенный пункт передан в состав Казахского района.
Согласно административному делению 1961 и 1977 года село Пойлу входило в Пойлинский сельсовет Казахского района Азербайджанской ССР.
24 апреля 1990 года село передано в состав новообразованного Акстафинского района.
В 1999 году в Азербайджане была проведена административная реформа и внутри Пойлинского административно-территориального округа был учрежден Пойлинский муниципалитет Акстафинского района.

## География
Село Пойлу находится на берегу реки Акстафа.
Село находится в 5 км от райцентра Акстафа и в 449 км от Баку. Ближайшая железнодорожная станция — Пойлы-Новые.
Село находится на высоте 314 метров над уровнем моря.

## Население
| Численность населения | Численность населения | Численность населения | Численность населения |
| 1886                  | 1983                  | 1999                  | 2009                  |
| --------------------- | --------------------- | --------------------- | --------------------- |
| 896                   | ↗2527                 | ↗2836                 | ↗3100                 |

В 1886 году в селе проживало 896 человека, все — азербайджанцы, из них 544 по вероисповеданию — мусульмане-сунниты, 352 — мусульмане-шииты.
Население преимущественно занимается виноградарством, животноводством, выращиванием зерна.

## Известные уроженцы
- Нариман Алимамед оглы Гасан-заде — народный поэт Азербайджана
- Шахкули Орудж оглы Арзанов — Герой Социалистического Труда

## Климат
Среднегодовая температура воздуха в селе составляет +14,2 °C. В селе полупустынный климат.

## Инфраструктура
В советское время в селе располагались отдельная радиолокационная рота (в/ч 92602) виноградарский совхоз, винзавод, средняя школа, дом культуры, библиотека и больница, велась добыча сырья для цемента, гальки и песка.
В селе расположены почтовое отделение, средняя школа, дом культуры, библиотека, врачебный пункт, 2 детских ясли-сада. В селе находится архитектурный памятник — комплекс 8 мавзолеев, есть памятники Лейлатепинской культуры.